# Dolná Streda
Dolná Streda é um município da Eslováquia, situado no distrito de Galanta, na região de Trnava. Tem 13,47 km² de área e sua população em 2018 foi estimada em 1.574 habitantes.

## Demografia
| Ano:        | 1994 | 2004   | 2014   | 2024    |
| ----------- | ---- | ------ | ------ | ------- |
| Broj ljudi: | 1255 | 1374   | 1482   | 1778    |
| Razlika:    |      | +9,48% | +7,86% | +19,97% |

| Ano:               | 2023 | 2024   |
| ------------------ | ---- | ------ |
| Número de pessoas: | 1790 | 1778   |
| Diferença:         |      | -0,67% |